# Planta química

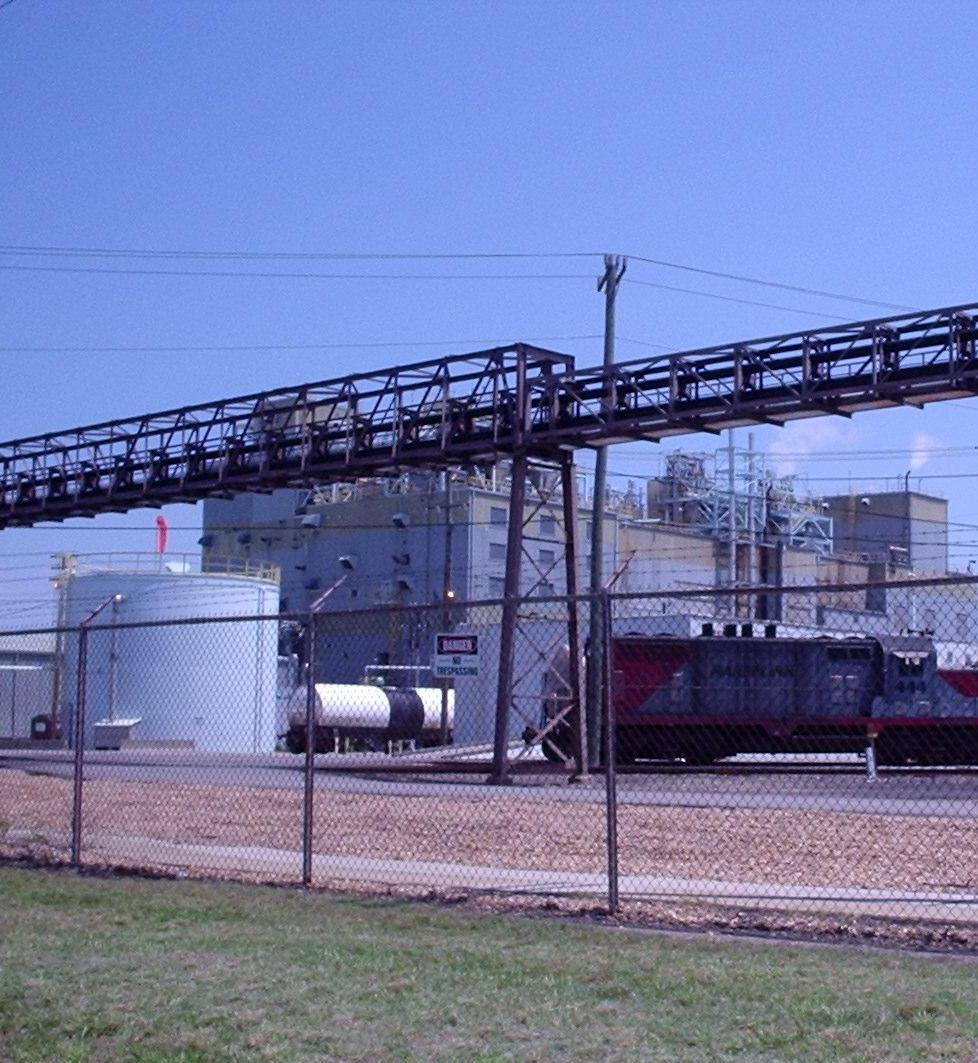
BASF Chemical Plant Portsmouth Site en el área de West Norfolk de Portsmouth, Virginia, Estados Unidos. La planta es servida por el Commonwealth Railway.

Una planta química es una planta de procesamiento industrial que fabrica (o procesa de otro modo) productos químicos, generalmente a gran escala. El objetivo general de una planta química es crear nuevas riquezas materiales mediante la transformación química o biológica y/o la separación de materiales. Las plantas químicas utilizan equipos, unidades y tecnología especializados en el proceso de fabricación. Otros tipos de plantas, tales como polímeros, productos farmacéuticos, alimentos, y algunas instalaciones de producción de bebidas, plantas de energía, refinerías de petróleo o de otras refinerías, procesamiento de gas natural y plantas bioquímicas, tratamiento de agua y aguas residuales y la contaminación del equipo de control de uso muchas tecnologías que tienen similitudes a la tecnología de plantas químicas tales como sistemas de fluidos y sistemas de reactores químicos. Algunos considerarían que una refinería de petróleo o un fabricante de productos farmacéuticos o polímeros es efectivamente una planta química. 
Las plantas petroquímicas (plantas que utilizan químicos del petróleo como materia prima o materia prima) se ubican adyacentes a una refinería de petróleo para minimizar los costos de transporte de las materias primas producidas por la refinería. Las plantas químicas de especialidad y química fina suelen ser mucho más pequeñas y no tan sensibles a la ubicación. Se han desarrollado herramientas para convertir el costo base de un proyecto de una ubicación geográfica a otra.

## Procesos químicos
Las plantas químicas utilizan procesos químicos, que son métodos detallados a escala industrial, para transformar productos químicos de materias primas en productos. El mismo proceso químico se puede utilizar en más de una planta química, con capacidades posiblemente escaladas en cada planta. Además, una planta química en un sitio puede construirse para utilizar más de un proceso químico, por ejemplo, para producir múltiples productos. 
Una planta química generalmente tiene recipientes grandes o secciones llamadas unidades o líneas que están interconectadas por tuberías u otros equipos de movimiento de material que pueden transportar corrientes de material. Dichos flujos de material pueden incluir fluidos (gas o líquido transportado en tuberías) o, a veces, sólidos o mezclas tales como lodos. Un proceso químico en general se compone de pasos llamados operaciones unitarias que ocurren en las unidades individuales. Una materia prima que ingresa a un proceso químico o una planta como entrada para convertirla en un producto se denomina comúnmente materia prima, o simplemente alimentación. Además de las materias primas para la planta en su conjunto, una corriente de entrada de material a procesar en una unidad particular puede considerarse de manera similar como alimentación para esa unidad. Los flujos de salida de la planta en su conjunto son productos finales y, a veces, los flujos de salida de unidades individuales pueden considerarse productos intermedios para sus unidades. Sin embargo, los productos finales de una planta pueden ser productos químicos intermedios utilizados como materia prima en otra planta para su posterior procesamiento. Por ejemplo, algunos productos de una refinería de petróleo pueden usarse como materia prima en plantas petroquímicas, que a su vez pueden producir materias primas para plantas farmacéuticas. 
La(s) corriente(s) de alimentación, producto(s), o ambos pueden ser compuestos individuales o mezclas. A menudo no vale la pena separar completamente los componentes de estas mezclas; Los niveles específicos de pureza dependen de los requisitos del producto y la economía del proceso. 

### Operaciones
Los procesos químicos se pueden ejecutar en operación continua o por lotes. 

#### Operación por lotes
En la operación por lotes, la producción se produce en pasos de tiempo secuencial en lotes discretos. Un lote de materias primas se alimenta (o carga) en un proceso o unidad, luego se lleva a cabo el proceso químico, luego se eliminan los productos y cualquier otra salida.  Dicha producción de lotes puede repetirse una y otra vez con nuevos lotes de materia prima. La operación por lotes se usa comúnmente en plantas de menor escala, como la producción de productos químicos farmacéuticos o especializados, con el fin de mejorar la trazabilidad y la flexibilidad. Las plantas continuas generalmente se usan para fabricar productos básicos o productos petroquímicos, mientras que las plantas discontinuas son más comunes en la producción de químicos finos y de especialidades, así como en la fabricación de ingredientes farmacéuticos activos (API).

#### Operación continua
En la operación continua, todos los pasos son continuos en el tiempo. Durante la operación continua habitual, la alimentación y la eliminación del producto son corrientes continuas de material en movimiento, que junto con el proceso en sí, se llevan a cabo de manera simultánea y continua. Las plantas o unidades químicas en operación continua usualmente están en un estado estable o en un estado estable aproximado. El estado estacionario significa que las cantidades relacionadas con el proceso no cambian a medida que pasa el tiempo durante la operación. Dichas cantidades constantes incluyen velocidades de flujo de corriente, velocidades de calentamiento o enfriamiento, temperaturas, presiones y composiciones químicas en cualquier punto (ubicación) determinado. La operación continua es más eficiente en muchas operaciones a gran escala como las refinerías de petróleo. Es posible que algunas unidades operen continuamente y otras que estén en operación por lotes en una planta química. La cantidad de materia prima primaria o producto por unidad de tiempo que una planta o unidad puede procesar se conoce como la capacidad de esa planta o unidad. Por ejemplo: la capacidad de una refinería de petróleo puede darse en términos de barriles de petróleo crudo refinado por día; alternativamente, la capacidad de la planta química se puede dar en toneladas de producto producido por día. En la operación diaria real, una planta (o unidad) operará a un porcentaje de su capacidad total. Los ingenieros normalmente asumen un tiempo de operación del 90% para las plantas que trabajan principalmente con fluidos y el 80% del tiempo de actividad de las plantas que trabajan principalmente con sólidos. 

## Unidades y sistemas de fluidos
Las operaciones de unidades específicas se llevan a cabo en tipos específicos de unidades. Aunque algunas unidades pueden funcionar a temperatura o presión ambiente, muchas unidades funcionan a temperaturas o presiones más altas o más bajas. Los recipientes en plantas químicas a menudo son cilíndricos con extremos redondeados, una forma que puede ser adecuada para mantener alta presión o vacío. Las reacciones químicas pueden convertir ciertos tipos de compuestos en otros compuestos en reactores químicos. Los reactores químicos pueden ser lechos compactos y pueden tener catalizadores sólidos heterogéneos que permanecen en los reactores a medida que los fluidos se mueven a través de ellos, o simplemente pueden ser vasos agitados en los cuales ocurren las reacciones. Dado que la superficie de los catalizadores sólidos heterogéneos a veces se puede "envenenar" de depósitos como el coque, la regeneración de catalizadores puede ser necesaria. Los lechos fluidizados también se pueden usar en algunos casos para asegurar una buena mezcla. También puede haber unidades (o subunidades) para mezclar (incluso disolver), separación, calentamiento, enfriamiento o alguna combinación de estos.  Por ejemplo, los reactores químicos a menudo tienen agitación para mezclar y calentar o enfriar para mantener la temperatura.  Cuando se diseñan plantas a gran escala, se debe considerar el calor producido o absorbido por las reacciones químicas. Algunas plantas pueden tener unidades con cultivos de organismos para procesos bioquímicos como la fermentación o la producción de enzimas. 

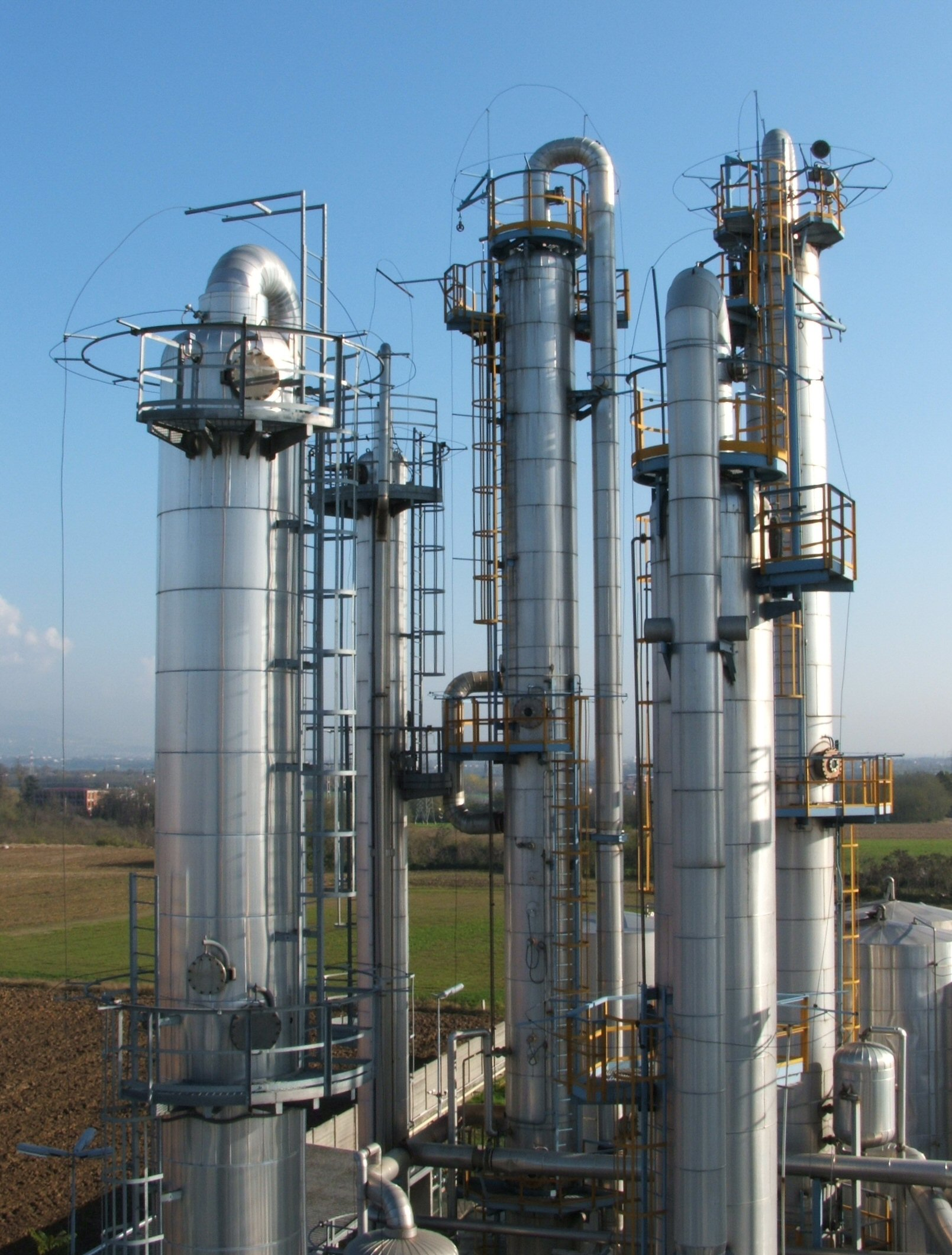
Unidad de destilación en Italia

Los procesos de separación incluyen filtración, sedimentación (sedimentación), extracción o lixiviación, destilación, recristalización o precipitación (seguida de filtración o sedimentación), ósmosis inversa, secado y adsorción. Los intercambiadores de calor se utilizan a menudo para calentar o enfriar, incluso hervir o condensar, a menudo en combinación con otras unidades, como las torres de destilación. También puede haber tanques de almacenamiento para almacenar materia prima, productos intermedios o finales, o desperdicios. Los tanques de almacenamiento comúnmente tienen indicadores de nivel para mostrar qué tan llenos están. Puede haber estructuras que sostienen o soportan unidades a veces masivas y su equipo asociado. A menudo hay escaleras, escaleras u otros pasos para que el personal llegue a los puntos en las unidades para muestreo, inspección o mantenimiento. Un área de una planta o instalación con numerosos tanques de almacenamiento a veces se denomina depósito de tanques, especialmente en un depósito de petróleo. 
Los sistemas de fluidos para transportar líquidos y gases incluyen tuberías y tubos de diversos diámetros, varios tipos de válvulas para controlar o detener el flujo, bombas para mover o presurizar líquidos y compresores para presurizar o mover gases. Los tanques, tuberías y, a veces, otros equipos a alta o muy baja temperatura generalmente están cubiertos con aislamiento para la seguridad del personal y para mantener la temperatura en el interior. Los sistemas y unidades de fluidos comúnmente tienen instrumentos como sensores de temperatura y presión y dispositivos de medición de flujo en ubicaciones seleccionadas en una planta. Los analizadores en línea para el análisis de propiedades químicas o físicas se han vuelto más comunes. Los solventes a veces pueden usarse para disolver reactivos o materiales tales como sólidos para extracción o lixiviación, para proporcionar un medio adecuado para que ciertas reacciones químicas se desarrollen, o para que puedan ser tratados como fluidos.

## Diseño de la planta química

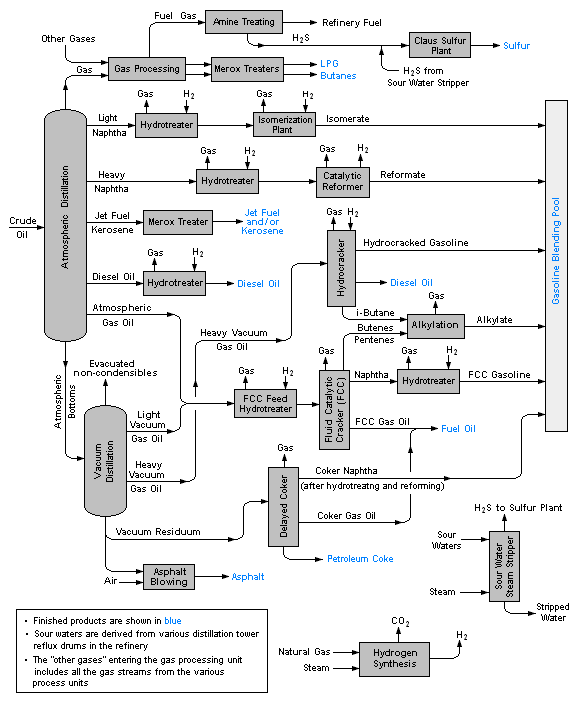
Diagrama de flujo para una refinería de petróleo típica

Hoy en día, los aspectos fundamentales del diseño de plantas químicas son realizados por ingenieros químicos .  Históricamente, este no fue siempre el caso y muchas plantas químicas se construyeron de forma fortuita antes de que se estableciera la disciplina de la ingeniería química. La ingeniería química se estableció por primera vez como una profesión en el Reino Unido cuando George E. Davis impartió el primer curso de ingeniería química en la Universidad de Mánchester en 1887 en forma de doce conferencias sobre diversos aspectos de la práctica química industrial. Como consecuencia, George E. Davis es considerado como el primer ingeniero químico del mundo. Hoy en día, la Ingeniería Química es una profesión y aquellos Ingenieros Químicos Profesionales con experiencia pueden obtener el estatus de Ingeniero "Autorizado" a través de la Institución de Ingenieros Químicos . 
En el diseño de plantas, normalmente menos del 1 por ciento de las ideas para nuevos diseños alguna vez se comercializan. Durante este proceso de solución, por lo general, los estudios de costos se utilizan como una selección inicial para eliminar diseños no rentables. Si un proceso parece rentable, entonces se consideran otros factores, como la seguridad, las restricciones ambientales, la capacidad de control, etc. El objetivo general en el diseño de plantas es construir o sintetizar "diseños óptimos" en la vecindad de las restricciones deseadas.
Muchas veces los químicos investigan las reacciones químicas u otros principios químicos en un laboratorio, comúnmente a pequeña escala en un experimento de "tipo lote". La información química obtenida es luego utilizada por los ingenieros químicos, junto con su propia experiencia, para convertir a un proceso químico y ampliar el tamaño o la capacidad del lote. Comúnmente, una pequeña planta química llamada planta piloto se construye para proporcionar información de diseño y operación antes de la construcción de una planta grande. A partir de los datos y la experiencia operativa obtenidos de la planta piloto, una planta ampliada puede diseñarse para una capacidad mayor o total. Después de que se determinan los aspectos fundamentales del diseño de una planta, los ingenieros mecánicos o eléctricos pueden involucrarse con los detalles mecánicos o eléctricos, respectivamente. Los ingenieros estructurales pueden involucrarse en el diseño de la planta para garantizar que las estructuras puedan soportar el peso de las unidades, las tuberías y otros equipos. 
Las unidades, las corrientes y los sistemas de fluidos de las plantas o procesos químicos se pueden representar mediante diagramas de flujo de bloques que son diagramas muy simplificados, o diagramas de flujo de procesos que son algo más detallados. Las corrientes y otras tuberías se muestran como líneas con cabezas de flecha que muestran la dirección habitual del flujo de material. En los diagramas de bloques, las unidades a menudo se muestran simplemente como bloques. Los diagramas de flujo del proceso pueden usar símbolos más detallados y mostrar bombas, compresores y válvulas principales. Los valores probables o los rangos de las tasas de flujo de material para las distintas corrientes se determinan en función de la capacidad deseada de la planta utilizando cálculos de balance de materiales. Los balances de energía también se realizan en función de los calores de reacción, las capacidades térmicas, las temperaturas y presiones esperadas en diversos puntos para calcular las cantidades de calefacción y refrigeración necesarias en diversos lugares y para cambiar el tamaño de los intercambiadores de calor. El diseño de la planta química se puede mostrar con mayor detalle en un diagrama de tuberías e instrumentación (P&ID) que muestra todas las tuberías, tuberías, válvulas e instrumentación, generalmente con símbolos especiales. Mostrar una planta completa suele ser complicado en un P&ID, por lo que a menudo solo unidades individuales o sistemas de fluidos específicos se muestran en un solo P&ID. 
En el diseño de la planta, las unidades están dimensionadas para la capacidad máxima que cada una debe manejar. De manera similar, los tamaños para tuberías, bombas, compresores y equipos asociados se eligen para la capacidad de flujo que deben manejar.  Los sistemas de servicios públicos, como la energía eléctrica y el suministro de agua, también deben incluirse en el diseño de la planta. Es posible que se deban incluir líneas de tuberías adicionales para procedimientos de operación alternativos o no rutinarios, como arranques y paradas de planta o unidades. El diseño de los sistemas de fluidos comúnmente incluye válvulas de aislamiento alrededor de varias unidades o partes de una planta para que una sección de la planta pueda aislarse en caso de un problema como una fuga en una unidad. Si se usan válvulas accionadas neumática o hidráulicamente, se necesita un sistema de líneas de presurización para los actuadores. Cualquier punto en el que deban tomarse muestras de proceso debe tener líneas de muestreo, válvulas y acceso a ellas incluidas en el diseño detallado. Si es necesario, se deben tomar medidas para reducir la presión alta o la temperatura de una corriente de muestreo, como una válvula reductora de presión o un enfriador de muestras. 
Las unidades y los sistemas de fluidos en la planta, incluidos todos los recipientes, tuberías, tuberías, válvulas, bombas, compresores y otros equipos, deben estar clasificados o diseñados para poder soportar todo el rango de presiones, temperaturas y otras condiciones que puedan encontrar, incluyendo cualquier factor de seguridad apropiado. También se debe verificar la compatibilidad de todos los equipos y equipos para asegurar que puedan soportar la exposición prolongada a los productos químicos con los que entrarán en contacto. Cualquier sistema cerrado en una planta que tenga un medio de presurización posiblemente más allá de la calificación de su equipo, como calefacción, reacciones exotérmicas o ciertas bombas o compresores, debe incluir una válvula de alivio de presión del tamaño adecuado para evitar la sobrepresión para mayor seguridad.  Con frecuencia, todos estos parámetros (temperaturas, presiones, flujo, etc.) se analizan exhaustivamente en combinación a través de un análisis de Hazop o árbol de fallas, para garantizar que la planta no tenga riesgo de riesgo grave. 
Dentro de las restricciones a las que está sujeta la planta, los parámetros de diseño se optimizan para un buen desempeño económico al tiempo que se garantiza la seguridad y el bienestar del personal y la comunidad circundante.  Para mayor flexibilidad, una planta puede diseñarse para operar en un rango alrededor de algunos parámetros de diseño óptimos en caso de que la materia prima o las condiciones económicas cambien y la re-optimización sea deseable. En tiempos más modernos, se han utilizado simulaciones por computadora u otros cálculos por computadora para ayudar en el diseño u optimización de plantas químicas.

## Operación de planta

### Control de procesos
En el control del proceso, la información recopilada automáticamente de varios sensores u otros dispositivos en la planta se utiliza para controlar diversos equipos para el funcionamiento de la planta, controlando así el funcionamiento de la planta. Los instrumentos que reciben dichas señales de información y envían señales de control para realizar esta función automáticamente son controladores de proceso. Anteriormente, a veces se utilizaban controles neumáticos. Los controles eléctricos son ahora comunes. Una planta a menudo tiene una sala de control con pantallas de parámetros tales como temperaturas clave, presiones, tasas y niveles de flujo de fluido, posiciones de operación de válvulas clave, bombas y otros equipos, etc. Además, los operadores en la sala de control pueden controlar varios aspectos de la operación de la planta, a menudo incluyendo el control automático superior. El control de procesos con una computadora representa una tecnología más moderna.  Sobre la base de posibles cambios en la composición de la materia prima, los requisitos cambiantes de los productos o la economía, u otros cambios en las restricciones, las condiciones de operación pueden re-optimizarse para maximizar la ganancia. 

### Trabajadores

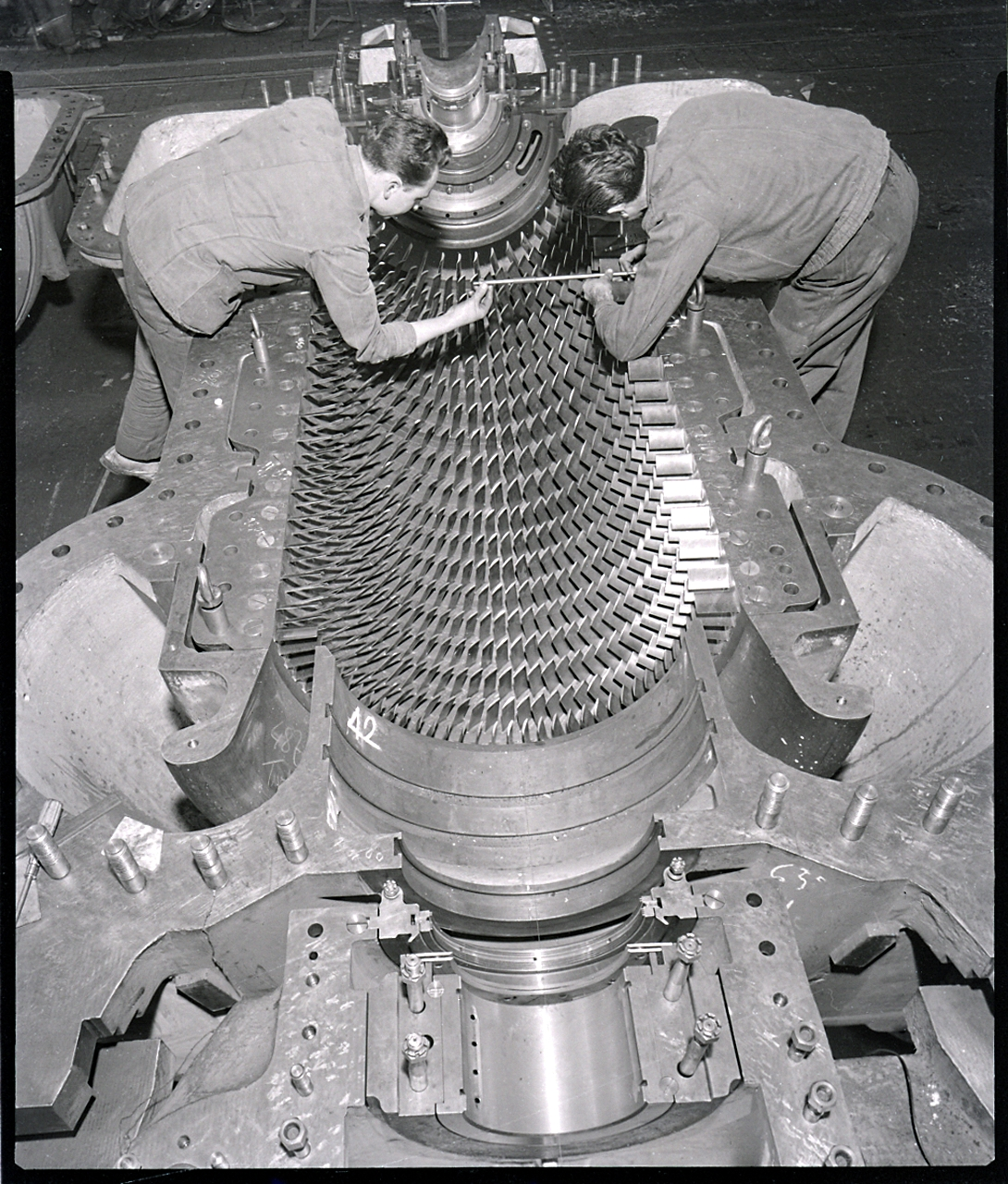
Trabajadores en Italia, 1969. Foto de Paolo Monti.

Como en cualquier entorno industrial, hay una variedad de trabajadores que trabajan en una instalación de planta química, a menudo organizados en departamentos, secciones u otros grupos de trabajo. Estos trabajadores suelen incluir ingenieros, operadores de planta y técnicos de mantenimiento. Otro personal en el sitio podría incluir químicos, gerencia/administración y trabajadores de oficina. Los tipos de ingenieros involucrados en operaciones o mantenimiento pueden incluir ingenieros de procesos químicos, ingenieros mecánicos para el mantenimiento de equipos mecánicos e ingenieros eléctricos / informáticos para equipos eléctricos o informáticos. 
Grandes cantidades de fluido de alimentación o producto pueden entrar o salir de una planta por tuberías, vagones cisterna o camiones cisterna. Por ejemplo, el petróleo comúnmente llega a una refinería por tubería. Las tuberías también pueden transportar materia prima petroquímica desde una refinería hasta una planta petroquímica cercana. El gas natural es un producto que se extiende desde una planta de procesamiento de gas natural hasta los consumidores finales por tubería o tubería. Las grandes cantidades de materia prima líquida se bombean típicamente en unidades de proceso.  Se pueden enviar cantidades menores de materia prima o producto hacia o desde una planta en tambores. El uso de tambores de aproximadamente 55 galones de capacidad es común para el envasado de cantidades industriales de productos químicos. Los trabajadores pueden agregar lotes más pequeños de materia prima de los tambores u otros recipientes para procesar las unidades. 

### Mantenimiento
Además de alimentar y operar la planta, y empaquetar o preparar el producto para el envío, los trabajadores de la planta son necesarios para tomar muestras para análisis de rutina y de resolución de problemas y para realizar el mantenimiento de rutina y no rutinario. El mantenimiento de rutina puede incluir inspecciones periódicas y el reemplazo de catalizadores desgastados, reactivos del analizador, varios sensores o piezas mecánicas. El mantenimiento no rutinario puede incluir investigar problemas y luego corregirlos, como fugas, fallas en el cumplimiento de las especificaciones de alimentación o del producto, fallas mecánicas de válvulas, bombas, compresores, sensores, etc. 

### Cumplimiento legal y reglamentario.
Cuando se trabaja con productos químicos, la seguridad es una preocupación para evitar problemas como los accidentes químicos. En los Estados Unidos, la ley exige que los empleadores proporcionen a los trabajadores que trabajan con productos químicos acceso a una Hoja de datos de seguridad de los materiales (MSDS) para cada tipo de producto químico con el que trabajan. El proveedor preparará y entregará una MSDS para un determinado producto químico a quien la compre. Deben observarse otras leyes que cubren la seguridad química, los desechos peligrosos y la contaminación, incluidos los estatutos como la Ley de Recuperación y Recuperación de Recursos (RCRA) y la Ley de Control de Sustancias Tóxicas (TSCA), y regulaciones como las Normas Antiterroristas de Instalaciones Químicas en los Estados Unidos. Los equipos de materiales peligrosos (materiales peligrosos) están capacitados para tratar las fugas o derrames de productos químicos. El Análisis de riesgos del proceso (PHA) se utiliza para evaluar los peligros potenciales en plantas químicas. En 1998, la Junta de Investigación de Riesgos Químicos y Seguridad Química de  los Estados Unidos entró en funcionamiento. 

## Instalaciones de la planta
La producción real o parte del proceso de una planta puede ser interior, exterior o una combinación de ambas.  Puede ser una planta tradicional construida en barra o una batería modular. Las grandes baterías modulares son especialmente impresionantes hazañas de ingeniería. Se construye una batería modular que incluye todo el equipo modular necesario para hacer el mismo trabajo que una planta tradicional de construcción de barras. Sin embargo, la batería modular está construido dentro de un marco de acero estructural , lo que permite su envío a la ubicación en el sitio sin necesidad de ser reconstruido en el sitio. La sección de producción real de una instalación generalmente tiene la apariencia de un entorno bastante industrial. Los cascos y los zapatos de trabajo son usados comúnmente. Los pisos y escaleras a menudo están hechos de rejilla metálica, y prácticamente no hay decoración. También puede haber instalaciones o equipos de control de la contaminación o de tratamiento de residuos. A veces, las plantas existentes pueden expandirse o modificarse según los cambios en la economía, la materia prima o las necesidades del producto. Al igual que en otras instalaciones de producción, puede haber instalaciones de envío y recepción, y de almacenamiento. Además, por lo general hay otras instalaciones, generalmente en interiores, para respaldar la producción en el sitio. 
Aunque los técnicos de operaciones en el área de la planta pueden realizar algunos análisis de muestras simples, una planta química generalmente tiene un laboratorio donde los químicos analizan las muestras tomadas de la planta. Dicho análisis puede incluir análisis químico o determinación de propiedades físicas. El análisis de la muestra puede incluir el control de calidad de rutina en las materias primas que ingresan a la planta, productos intermedios y finales para garantizar que se cumplan las especificaciones de calidad. También se pueden tomar y analizar muestras no rutinarias para investigar problemas en el proceso de la planta. Una compañía química más grande a menudo tiene un laboratorio de investigación para desarrollar y probar productos y procesos donde puede haber plantas piloto, pero tal laboratorio puede ubicarse en un sitio separado de las plantas de producción. 
Una planta también puede tener un taller o instalación de mantenimiento para reparaciones o mantenimiento de equipos de mantenimiento. También suele haber algún espacio de oficina para ingenieros, administración o administración, y quizás para recibir visitantes. El decoro es comúnmente más típico de un entorno de oficina. 

## Agrupación de plantas químicas de productos básicos
Las plantas químicas utilizadas particularmente para la fabricación de productos químicos y petroquímicos se encuentran en relativamente pocos lugares de fabricación en todo el mundo, en gran parte debido a las necesidades de infraestructura.  Esto es menos importante para plantas de especialidad o de química fina .  No todos los productos / productos petroquímicos se producen en un solo lugar, pero los grupos de materiales relacionados a menudo lo son, para inducir la simbiosis industrial, así como la eficiencia de los materiales, la energía y los servicios públicos, y otras economías de escala. Estas ubicaciones de fabricación a menudo tienen grupos empresariales de unidades denominadas plantas químicas que comparten servicios públicos e infraestructura a gran escala, como centrales eléctricas, instalaciones portuarias, terminales de carreteras y ferrocarriles.  En el Reino Unido, por ejemplo, hay cuatro ubicaciones principales para la fabricación de productos químicos: cerca del río Mersey en el noroeste de Inglaterra, en Humber en la costa este de Yorkshire, en Grangemouth, cerca del Firth of Forth en Escocia y en Teesside como parte del Grupo de la Industria de Procesos del Noreste de Inglaterra (NEPIC). Aproximadamente el 50% de los productos petroquímicos del Reino Unido, que también son productos químicos básicos, son producidos por las empresas del sector industrial en Teesside en la desembocadura del río Tees en tres grandes parques químicos en Wilton, Billingham y Seal Sands. 

## Corrosión y uso de nuevos materiales.
La corrosión en las plantas de procesos químicos es un problema importante que consume miles de millones de dólares al año. La corrosión electroquímica de los metales es pronunciada en las plantas de procesos químicos debido a la presencia de humos ácidos y otras interacciones electrolíticas. Recientemente, el FRP (plástico reforzado con fibra ) se utiliza como material de construcción.  La especificación estándar británica BS4994 es ampliamente utilizada para el diseño y la construcción de buques, tanques, etc. 

## Otras lecturas
- ASME B73 Standards Committee, Chemical Standard Pumps
- Helmus, Frank P. (2008). Process plant design : project management from inquiry to acceptance. Weinheim: Wiley-VCH. ISBN 978-3527313136.
- Kletz, Trevor (2010). Process plants : a handbook for inherently safer design. (2nd edición). Boca Raton, FL: CRC Press/Taylor & Francis. ISBN 978-1439804551.
- Towler, Gavin; Ray Sinnott (2013). Chemical engineering design: principles, practice and economics of plant and process design (2nd edición). Oxford: Butterworth-Heinemann. ISBN 9780080966595.
- Vogel, G. Herbert (2005). Process development : from the initial idea to the chemical production plant (1st ed., repr. edición). Weinheim: Wiley-VCH. ISBN 978-3527310890.
- Max Stone Peters; Klaus Dieter Timmerhaus; Ronald Emmett West (2003). Plant design and economics for chemical engineers (5th edición). New York: McGraw-Hill. ISBN 978-0072392661.
- Chemical Plant

- Datos: Q905286